# Enn Lillemets

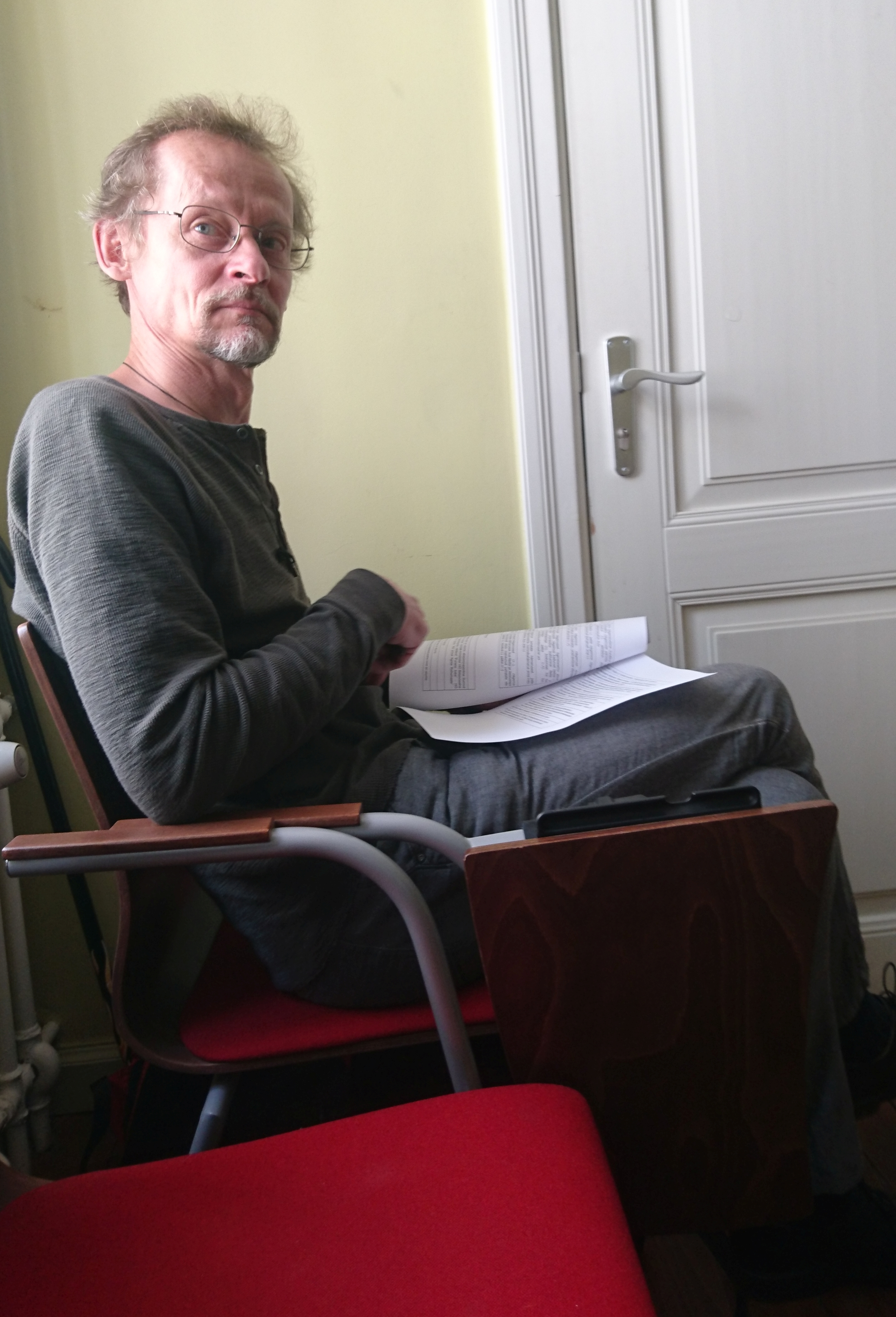
Enn Lillemets, 2018

Enn Lillemets (mit bürgerl. Namen Ernst Lillemets, * 1. Mai 1958 in Tartu) ist ein estnischer Schauspieler, Lyriker und Kulturhistoriker.

## Leben
Lillemets machte 1976 in Tartu sein Abitur und studierte anschließend an der Universität Tartu estnische Philologie. Nach seinem Abschluss (1983) absolvierte er eine Schauspielausbildung im Dramastudio des Vanemuine-Theaters. Er hatte mehrmals eine Stellung im Estnischen Literaturmuseum inne (1980–1982, 1988–1992) und arbeitete zeitweilig in der Universitätsbibliothek Tartu (1983–1987). Von 1989 bis 2000 war er am Tartuer Kindertheater angestellt, seitdem ist er freiberuflich tätig.

## Werk
Lillemets hat neben seinen Theater- und Filmrollen auch selbst Stücke inszeniert, wobei es sich meist um seine eigenen Texte zu estnischen Literaturklassikern handelte (beispielsweise zu Betti Alver, 1986 und 2002, oder Peet Vallak, 1995).
Seinen sparsam publizierten Gedichten wird eine gewisse Nähe zu den Arbujad attestiert, denen sich der Autor eng verbunden fühlt, zumal er mit Betti Alver auch zusammengearbeitet und ihre Erinnerungen herausgegeben hat. Außerdem weist seine Lyrik Einflüsse des Surrealismus auf.

## Bibliografie
- Olemise valge koer ehk ingli kolju. Mitme aja laulud ('Der weiße Hund des Seins oder der Schädel des Engels. Lieder aus vielen Zeiten'). Tartu: Ilmamaa 1994. 101 S.
- Joon haljast valgust nagu vett. Teine kogu luulet 1993–2015 ('Ich trinke grünes Licht wie Wasser. Zweite Gedichtsammlung 1993–2015'). Tallinn: EKSA 2016. 56 S.

## Sekundärliteratur
- Jaan Kruusvall: Olemise paratamatus vist?, in: Looming 9/1994, S. 1282–1284.
- Sirje Olesk: Ingli koljust, valgest koerast ja eriti Enn Lillemetsast, in: Keel ja Kirjandus 5/1995, S. 350–351.
- Sirje Olesk: Hümn kurbtusele inimese sees, in: Looming 8/2016, S. 1195–1196.